# Gaisweiher (Dinkelsbühl)
Der Gaisweiher ist ein großer Mühlweiher bei Dinkelsbühl im mittelfränkischen Landkreis Ansbach in Bayern.

## Beschreibung
Der See liegt auf 445 m ü. NHN langgestreckt in der Talmulde des von Nordwesten nach Südosten fließenden Walkenweiherbachs, der unterhalb von ihm bald den Walkweiher durchfließt und dann von rechts in die Wörnitz mündet. Er hat eine Fläche von etwa 8,2 ha, ist knapp 0,9 km lang und weniger als 0,15 km breit. Sein etwa 20 km² großes Einzugsgebiet gehört naturräumlich zum Dinkelsbühler Hügelland, einem Unterraum des Mittelfränkischen Beckens.
Abschnittsweise steht ein Schilfgürtel unmittelbar am Ufer, dahinter eine sehr lückenhafte Baumgalerie, anschließend liegen am Hang hinauf Äcker. Der Einlaufbereich des Walkenweiherbachs ist eine Riedfläche. Der Seedamm im Südosten ist zugleich Straßendamm der bei der Gaismühle die Talmulde querenden Kreisstraße AN 44 Dinkelsbühl-Wört. Von Westsüdwesten her fließt der kleinere Bach Kesselgraben in den See, dessen Lauf längstenteils kleinere Weiher durchzieht.
Der See liegt im geologisch viel jüngeren Schwemmland, das in die triassische Hassberge-Formation eingelagert ist, die an den unteren Hängen ansteht. Rechtsseits ist diese teilweise mit pleistozänen Flussschottern überlagert.
Im Norden ist die heutige Bebauungsgrenze von Dinkelsbühl nur wenig mehr als 100 Meter entfernt. Am See- und Straßendamm steht an der linken Talseite die Dinkelsbühler Einöde Gaismühle.
Der Walkweiher und der Gaisweiher zusammen mit ihren feuchten Einlaufbereichen auf dem Talgrund und einem nur schmalen Randstreifen beidseits stehen als Vogelfreistätte Walk- und Gaisweiher unter Naturschutz.

### BayernAtlas („BA“)
Amtliche Online-Gewässerkarte mit passendem Ausschnitt und den hier benutzten Layern: Gaisweiher und Umgebung

Allgemeiner Einstieg ohne Voreinstellungen und Layer: BayernAtlas der Bayerischen Staatsregierung (Hinweise)
1. ↑  Höhe nach blauer Beschriftung auf dem Hintergrundlayer Amtliche Karte.
2. ↑  Seefläche abgemessen auf dem Hintergrundlayer Amtliche Karte.
3. 1 2  Dimensionen abgemessen auf dem Hintergrundlayer Amtliche Karte.
4. ↑  Einzugsgebiet abgemessen auf dem Hintergrundlayer Amtliche Karte.
5. ↑  Geologie nach dem Layer Geologischen Karte 1:500.000.

### Sonstige
1. ↑  Einzugsgebiet nach: Verzeichnis der Bach- und Flussgebiete in Bayern – Flussgebiet Donau von Quelle bis Lech, Seite 64 des Bayerischen Landesamtes für Umwelt, Stand 2016 (PDF; 2,3 MB) (Seitenzahl kann sich ändern.)
2. ↑  Wolf-Dieter Sick: Geographische Landesaufnahme: Die naturräumlichen Einheiten auf Blatt 162 Rothenburg o. d. Tauber. Bundesanstalt für Landeskunde, Bad Godesberg 1962. → Online-Karte (PDF; 4,7 MB)